# Gynacantha subviridis
Gynacantha subviridis är en trollsländeart som först beskrevs av Selys 1850.  Gynacantha subviridis ingår i släktet Gynacantha och familjen mosaiktrollsländor. Inga underarter finns listade i Catalogue of Life.